# Ouens Molleda
Ouens José Molleda Primera (Lagunillas, Zulia, Venezuela, 11 de mayo de 1999) es un futbolista venezolano. Juega de centrocampista y su equipo actual es el Estudiantes de Caracas de la Primera División de Venezuela. 

## Trayectoria
Su primer club fue el Atlético Urdaneta de Ciudad Ojeda, fue parte de Los amigos de Polar una campaña que se realizó en Venezuela entre Empresas polar y el  Real Madrid donde seleccionaron a 20 juveniles para que entrenaran en las instalaciones del Real Madrid.
Su Primer Club Profesional Fue el Caracas FC B con el que debutó el 30 de julio de 2016 en un encuentro de la Segunda División de Venezuela ante el Atlético Venezuela B.
El 19 de marzo de 2017 hace su debut en la Primera División de Venezuela con el Caracas FC ante Estudiantes de Mérida en el estadio Metropolitano de Mérida duelo que Ganó el Caracas FC.

## Estadísticas

### Clubes
| Club       | País      | Año         |
| ---------- | --------- | ----------- |
| Caracas FC | Venezuela | 2015 - 2018 |

### Resumen estadístico
|                        | Partidos | Goles | Promedio |
| ---------------------- | -------- | ----- | -------- |
| Liga                   |          |       |          |
| Copas nacionales       |          |       |          |
| Copas internacionales  |          |       |          |
| Selección de Venezuela |          |       |          |
| Total                  |          |       |          |

## Palmarés

### Títulos nacionales
| Título | Club | País | Año |
| ------ | ---- | ---- | --- |
| Título | Club | País | Año |

### Títulos internacionales
| Título | Club | País | Año |
| ------ | ---- | ---- | --- |
| Título | Club | País | Año |

(*) Incluyendo la selección

### Distinciones individuales
| Distinción | Año |
| ---------- | --- |
| Distinción | Año |